# Lio
Vanda Maria Ribeiro Furtado Tavares de Vasconcelos, conhecida com o nome artístico de Lio (Mangualde, 17 de junho 1962), é uma cantora e atriz portuguesa naturalizada belga.
Em 1979 teve um grande êxito com a música Le banana split com mais de 2 milhões de singles vendidos e que se tornou um dos sucessos mais badalados na cena francófona de música nos anos 80 com o grupo Telex. Naquela época, Vanda tinha 17 anos. Depois obteve outros sucessos com Amoureux solitaires em 1980 e Mona Lisa em 1982. 
O apelido Lio vem de uma personagem do quadrinho Barbarella.

## Biografia
Lio nasceu em Mangualde, a 17 de junho de 1962. O pai era militar em Moçambique e, em 1968, mudou-se para Liège, na Bélgica, com a mãe. 
Em 1983 abandonou os estudos de música para actuar como actriz no filme "Golden Eighties". Dois anos depois, depois da gravação do filme "Elsa Elsa", decidiu combinar as carreiras de música e cinema. Depois do filme "Itinéraire d'un enfant gâté" (1988), o seu álbum "Can Can" fracassou, e Lio decidiu dedicar-se ao desenho de moda. 
Isto foi um êxito comercial, e de 1988 a 1990 ela desenhou moda para a Prisunic. No ano de 1990, deixou de desenhar moda, e regressou ao cinema. 
Participou em filmes como "Chambre à part", "Sans un cri" e "Après l'amour". Em 1991 gravou o álbum "Des fleurs pour un caméléon", que não teve muito êxito.
Aos 30 anos, decidiu abandonar a sua imagem "babydoll", mas os estúdios não concordaram com isto. Em 1993 ainda foi protagonista em "La Madre muerta" e "Personne ne m'aime" e em 1995 em "Niña de tus sueños". 
O seu álbum "Wandatta" de 1996 era mais maduro, mas o público teve pouco interesse no seu novo estilo.
Lio tem 6 filhos: Nubia (1987), Igor (1993), Esmeralda (1995), os gêmeos Garance e Léa (1999). separou-se do cantor Zad, e em 2003 nasceu Diego (2003).
Com o álbum "Je suis comme ça", do ano 2000, deu grandes shows, como em Paris e outro no festival "Francofolies" em Spa.

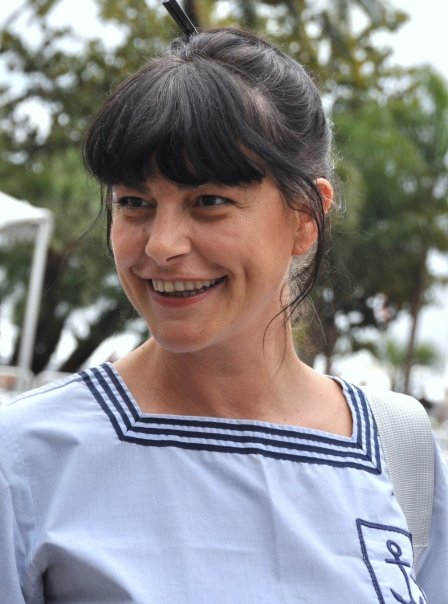
Lio no Festival de Cannes 2009 em 2009.

Atualmente é juíza da emissão francesa "Nouvelle Star".

## Honrarias
Dama do Ordem de Mérito de 5ª Classe - Ordre de la Couronne (Bélgica): 2004

## Discografia
LP e CD
- 1980 - Lio
- 1982 - Suite sixtine
- 1983 - Amour toujours
- 1986 - Pop model
- 1988 - Can can
- 1991 - Des fleurs pour un caméléon
- 1996 - Wandatta
- 2000 - Chante Prévert
- 2003 - Cœur de rubis
- 2005 - Rééditions en Digipack Deluxe Remasterisés (7 albums de 1980 à 1996)
- 2005 - Les Pop Songs (Best Of 1)
- 2005 - Les Ballades (Best Of 2)
- 2005 - Pop Box - 25 Years in Pop (Caixa de 7 CDs remasterizados avec com 1 DVD de Clipes)
- 2006 - Dites Au Prince Charmant

## Filmografia
- Les anées 80 (1983)
- Elsa, Elsa (1985)
- Golden Eighties (1986)
- Itinéraire d'un enfant gâté (Der Löwe) (1988)
- Chambre à part (1990)
- Sale comme un ange (1991)
- Jealousie (1991)
- Après l'amour (Nach der Liebe) (1992)
- Sans un cri (1992)
- La madre muerta (1993)
- Personne ne m'aime (1994)
- La niña de tus sueños (L'enfant du mal) (1995)
- Dieu, l'amant de ma mère et le fils du charcutier (1995)
- Peccato (1997)
- Palmyra (1997)
- Carnages (2002)
- Je tourne avec Almodovar (2003)
- Colette (2003)
- Mariages! (2004)
- Les Invisibles (2005)
- Pas douce (2006)
- Mystère (2007)